# Anglická reprezentace v malém fotbale
Anglická reprezentace v malém fotbale reprezentuje Anglii na mezinárodních akcích v malé kopané, jako je mistrovství světa nebo mistrovství Evropy.

## Historie
Působení anglické reprezentace započalo v roce 2012, kdy se poprvé účastnili mistrovství Evropy. Mistrovství Evropy se Anglie účastnila šestkrát, největším úspěchem je vyřazení Rumunska 3:2 v osmifinále mistrovství Evropy 2016 a čtvrté místo z roku 2018, kdy v boji o bronz podlehli Angličané Kazachstánu 0:2. Mistrovství světa, které pořádá federace WMF, se Anglie účastnila jednou. Pro Angličany skončilo ale propadákem, když prohráli dokonce s týmem Afghánistánu 2:3. Mistrovství světa SOCCA se reprezentace účastnila dvakrát, ale v obou případech skončila už ve čtvrtfinále. V roce 2019 se Angličané zúčastnili premiérového ročníku Kontinentálního poháru, ve kterém obsadili čtvrté místo po prohře s Rumunskem o bronz 1:3. Ve stejném roce se Angličané zúčastnili také dvou turnajů v Evropských hrách v malém fotbale, v jednom případě obsadili čtvrté místo v druhém získali bronz. Česká reprezentace se s Anglií utkala celkem pětkrát.

## Výsledky

### Mistrovství světa
| Rok  | Místo konání | Umístění                                        |
| ---- | ------------ | ----------------------------------------------- |
| 2015 | USA          | Nezúčastnili se                                 |
| 2017 | Nabeul       | Nezúčastnili se                                 |
| 2019 | Perth        | Nepostoupili ze skupiny                         |
|      | Celkem       | Účast – 1× Zlato – 0×, Stříbro – 0×, Bronz – 0× |

### Mistrovství světa SOCCA
| Rok  | Místo konání | Umístění                                        |
| ---- | ------------ | ----------------------------------------------- |
| 2018 | Lisabon      | Vyřazeni ve čtvrtfinále Polskem                 |
| 2019 | Rethymno     | Vyřazeni ve čtvrtfinále Řeckem                  |
|      | Celkem       | Účast – 2× Zlato – 0×, Stříbro – 0×, Bronz – 0× |

### Mistrovství Evropy
| Rok  | Místo konání | Umístění                                        |
| ---- | ------------ | ----------------------------------------------- |
| 2010 | Slovensko    | Nezúčastnili se                                 |
| 2011 | Rumunsko     | Nezúčastnili se                                 |
| 2012 | Moldavsko    | Nepostoupili ze skupiny                         |
| 2013 | Řecko        | Vyřazeni ve čtvrtfinále Rumunskem               |
| 2014 | Černá Hora   | Vyřazeni ve čtvrtfinále Černou Horou            |
| 2015 | Chorvatsko   | Vyřazeni v osmifinále Maďarskem                 |
| 2016 | Maďarsko     | Vyřazeni ve čtvrtfinále Českem                  |
| 2017 | Česko        | Nezúčastnili se                                 |
| 2018 | Ukrajina     | Prohra v zápase o bronz s Kazachstánem          |
| 2022 | Slovensko    | Vyřazeni v osmifinále Českem                    |
|      | Celkem       | Účast – 7× Zlato – 0×, Stříbro – 0×, Bronz – 0× |

### Kontinentální pohár
| Rok  | Místo konání | Umístění                                        |
| ---- | ------------ | ----------------------------------------------- |
| 2019 | Tunis        | Prohra v zápase o bronz s Rumunskem             |
|      | Celkem       | Účast – 1× Zlato – 0×, Stříbro – 0×, Bronz – 0× |